# Ван Девентер, Оскар

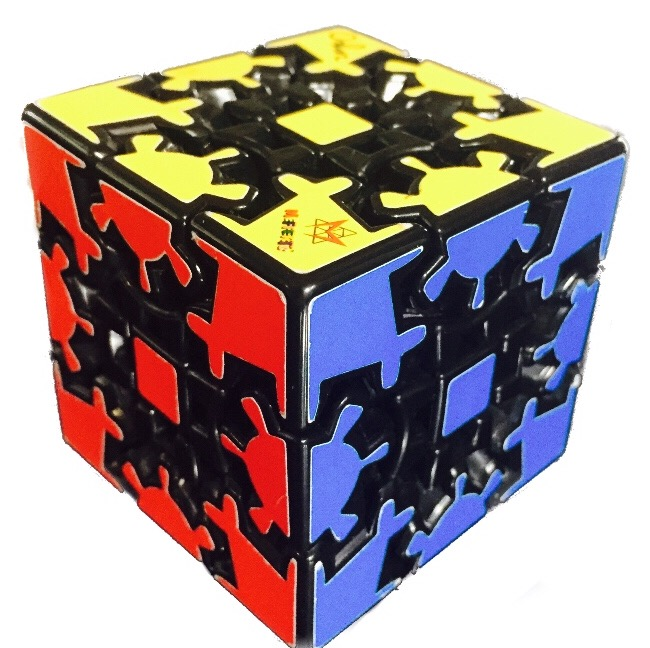
Шестерёнчатый кубик

Оскар ван Девентер (нидерл. Oskar van Deventer, род. 1965, Вагенинген, Гелдерланд) — нидерландский создатель головоломок. Он создаёт прототипы головоломок с помощью 3D-печати. Его работа сочетает в себе математику, физику и дизайн, и он сотрудничает с академическими учреждениями. Многие из его комбинационных головоломок находятся в массовом производстве Уве Мефферта (Mèffert’s) и WitEden. Оскар ван Девентер также разработал головоломки для Ханаямы.
Он был рекордсменом Гиннеса за свою головоломку в стиле кубика Рубика 17×17×17 «Over the Top Cube» с 2012 по 2016 год, пока рекорд не был побит кубиком 22×22×22.
Помимо создания головоломок, Оскар также занимается исследованиями в области медиа-сетей и имеет докторскую степень в оптике. Он имеет более 100 публикаций, более 80 заявок на патенты и сотни вкладов в стандартизацию.

## Головоломки в массовом производстве
- Шестерёнчатый кубик (Gear cube): ранее назывался «Осторожно-куб», потому что была большая вероятность прищемить пальцы шестернями[9]. Он был серийно произведён Mèffert’s в 2010 году[10], но со временем появился в виде нескольких копий и модификаций одного и того же дизайна.
- Экстремальный шестерёнчатый кубик (Gear Cube Extreme): модифицированная версия кубика Gear, где 4 шестерёнки заменены 4 стандартными рёбрами, что усложняет головоломку. Он был произведён серийно Mèffert’s в 2010 году[11], а также был скопирован другими компаниями.
- Gear Shift. Он был произведён серийно компанией Mèffert’s в 2011 году[12]; также появилась поддельная версия.
- David Gear Cube. Ранее назывался «Поло-куб» в честь Алекса Полонского, которому пришла в голову идея[13]. Он был произведён серийно компанией Mèffert’s в 2013 году.[14].
- Geared Mixup. Вариант шестерёнчатого кубика, в котором все грани могут поворачиваться на 90°, что позволяет менять местами центры с краями, отсюда и термин «смешение» (mixup). Он был произведён серийно компанией Mèffert’s в 2014 году[15].
- Geared 5×5×5. Неизвестная китайская компания произвела эту головоломку в массовом порядке в 2015 году, используя образец, напечатанный на 3D-принтере, без разрешения Оскара. Соглашение было достигнуто, чтобы угодить обеим сторонам[16].
- Шестерёнчатый шар (Gear Ball): серийный сферический куб Gear производства Mèffert’s[17].
- Мозаичный куб. Ранее назывался «Куб Фади», это угловая поворотная головоломка с двумя глубинами выреза, похожая на «Решётчатый куб» Окамото и Грега. Он был произведён серийно компанией Mèffert’s в 2010 году[18].
- Planets puzzle: Четыре шарика в рамке. Кратеры на шарах блокируют и разблокируют движение соседних шаров.
- Пирамидка Роба. Была произведена серийно компанией Mèffert’s в 2014 году[19].
- Октаэдр Роба. Был произведён серийно компанией Mèffert’s в 2015 году[20].
- Mixup Cube. Это кубик Рубика 3×3×3, который может вращаться на 45° на средних слоях, позволяя центрам чередоваться с рёбрами. Он производился серийно компанией WitEden[21].
- Сундук с сокровищами. Головоломка 3×3×3, которую после решения можно открыть, обнажив небольшое пространство внутри. Производилась серийно на заводе Mèffert’s[22].
- Icosaix. Икосаэдр, у которого поворачиваются 20 его граней хаотичными движениями. Серийно производился компанией MF8 в 2015 году[23].
- Сумасшедшая комета. Серийно производилась LanLan без разрешения Оскара в 2016 году, но позже была оформлена сделка[24].
- Кубик Реди. Угловая поворотная головоломка, произведённая Moyu в 2017 году[25].